# 스탬버 하나
스탬버 하나(일본어: スタンボー 華, 1998년 12월 24일 ~ )는 일본의 여자 축구 선수이다.

## 구단 경력
2017년 나데시코 리그의 INAC 고베 레오네사에 입단하였다. 2021년 WE리그의 오미야 아르디자 VENTUS로 이적했다.

## 국가대표팀 경력
그녀는 2018년 FIFA U-20 여자 월드컵에 참가할 일본 U-20 국가대표팀에 발탁되었으며, 5경기에 출전, 우승에 기여했다.